# آوگوست گریسباخ
آوگوست گریسباخ (انگلیسی: August Grisebach؛ ۱۷ آوریل ۱۸۱۴ – ۹ مهٔ ۱۸۷۹) یک دانشمند اهل آلمان بود.